# Fara (Agilolfinger)
Fara (* um 586/611; † 641) gilt als Sohn des Agilolfingers Chrodoald.
Fara dürfte im Gebiet um den mittleren Rhein sowie rechts des Rheins begütert gewesen sein.  Sein Vater Chrodoald fiel im Jahr 624 bei König Dagobert in Ungnade und wurde von Berthar, einem Parteigänger der Arnulfinger mit Wissen des Königs ermordet. Fara trat später als Freund und Bundesgenosse Herzog Radulfs von Thüringen († 642) auf, mit dem er gemeinsam gegen den fränkisch-austrasischen Regenten Ansegisel und gegen den jungen Merowingerkönig Sigibert III. rebellierte. Allerdings kam er beim Gegenfeldzug Sigiberts III. selbst ums Leben.
Die Quellenlage zu seinem Leben ist sehr dünn und Details sind umstritten; teils wird spekuliert, ob er auch als Herzog von Baiern herrschte. Dies gilt jedoch als unwahrscheinlich.